# Nurzec-Stacja (gromada)
Nurzec-Stacja (początkowo Nurzec Stacja, bez łącznika) – dawna gromada, czyli najmniejsza jednostka podziału terytorialnego Polskiej Rzeczypospolitej Ludowej w latach 1954–1972.
Gromady, z gromadzkimi radami narodowymi (GRN) jako organami władzy najniższego stopnia na wsi, funkcjonowały od reformy reorganizującej administrację wiejską przeprowadzonej jesienią 1954 do momentu ich zniesienia z dniem 1 stycznia 1973, tym samym wypierając organizację gminną w latach 1954–1972.
Gromadę Nurzec Stacja z siedzibą GRN w Nurcu Stacji utworzono – jako jedną z 8759 gromad – w powiecie siemiatyckim w woj. białostockim, na mocy uchwały nr 21/V WRN w Białymstoku z dnia 4 października 1954. W skład jednostki wszedł obszar dotychczasowej gromady Nurzec Stacja ze zniesionej gminy Nurzec w tymże powiecie. Dla gromady ustalono 16 członków gromadzkiej rady narodowej.
1 stycznia 1958 do gromady Nurzec-Stacja przyłączono obszary zniesionych gromad Nurzec i Żerczyce.
31 grudnia 1959 do gromady Nurzec-Stacja przyłączono wieś Moszczona Pańska ze zniesionej gromady Kajanka.
Gromada przetrwała do końca 1972 roku, czyli do kolejnej reformy gminnej. Z dniem 1 stycznia 1973 roku utworzono gminę Nurzec-Stacja.